# Đội tuyển bóng đá U-19 nữ quốc gia Đức
Đội tuyển bóng đá U-19 nữ quốc gia Đức là một đội tuyển bóng đá nữ trẻ đại diện cho Đức tại các giải đấu cấp độ U-19. Đội do Hiệp hội bóng đá Đức điều hành.

## Thành tích tại các giải đấu lớn

### World Cup U-19
| Năm  | Kết quả | Trận | Thắng | Hòa* | Thua | BT | BB |
| ---- | ------- | ---- | ----- | ---- | ---- | -- | -- |
| 2002 | Hạng ba | 6    | 3     | 1    | 2    | 9  | 8  |
| 2004 | Vô địch | 6    | 4     | 2    | 0    | 19 | 5  |

### Giải vô địch U-19 châu Âu
| - 1998: Bán kết (U-18) - 1999: Á quân (U-18) - 2000: Vô địch (U-18) - 2001: Vô địch (U-18) - 2002: Vô địch - 2003: Vòng bảng - 2004: Á quân - 2005: Bán kết - 2006: Vô địch | - 2007: Vô địch - 2008: Bán kết - 2009: Vòng bảng - 2010: Bán kết - 2011: Vô địch - 2012: Không qua vòng loại - 2013: Bán kết - 2014: Không qua vòng loại - 2015: Bán kết | - 2016: Vòng bảng |

## Cầu thủ
Đội hình dự vòng loại Euro U-19 2016 ở Dublin, Cộng hòa Ireland (tháng 4 năm 2016).
| Tên                           | Câu lạc bộ             | Ngày sinh            | Số trận | Số bàn  |
| Thủ môn                       | Thủ môn                | Thủ môn              | Thủ môn | Thủ môn |
| ----------------------------- | ---------------------- | -------------------- | ------- | ------- |
| Vivien Brandt                 | FSV Gütersloh 2009     | 25 tháng 9 năm 1997  | 3       | 0       |
| Lena Pauels                   | SGS Essen              | 2 tháng 2 năm 1998   | 8       | 0       |
| Hậu vệ                        |                        |                      |         |         |
| Melissa Friedrich             | 1. FFC Frankfurt       | 6 tháng 5 năm 1997   | 5       | 0       |
| Anna Gerhardt                 | FC Bayern München      | 17 tháng 4 năm 1998  | 5       | 0       |
| Isabella Hartig               | TSG 1899 Hoffenheim    | 12 tháng 8 năm 1997  | 14      | 2       |
| Frederike Kempe               | Bayer 04 Leverkusen    | 10 tháng 2 năm 1997  | 4       | 0       |
| Michaela Specht               | TSG 1899 Hoffenheim    | 15 tháng 2 năm 1997  | 2       | 0       |
| Tiền vệ                       |                        |                      |         |         |
| Jana Feldkamp                 | SGS Essen              | 15 tháng 3 năm 1998  | 6       | 0       |
| Anna Gasper                   | Bayer 04 Leverkusen    | 3 tháng 1 năm 1997   | 12      | 2       |
| Lina Hausicke                 | FF USV Jena            | 30 tháng 12 năm 1997 | 3       | 0       |
| Lisa Karl                     | SC Freiburg            | 15 tháng 1 năm 1997  | 5       | 0       |
| Isabella Möller               | 1. FFC Frankfurt       | 4 tháng 2 năm 1998   | 1       | 0       |
| Viktoria Schwalm              | 1. FFC Turbine Potsdam | 9 tháng 12 năm 1997  | 7       | 3       |
| Ricarda Walkling              | FC Bayern München      | 16 tháng 6 năm 1997  | 5       | 4       |
| Tiền đạo                      |                        |                      |         |         |
| Nina Ehegötz                  | 1. FC Köln             | 22 tháng 2 năm 1997  | 15      | 6       |
| Franziska Gieseke             | SV Meppen              | 24 tháng 3 năm 1998  | 2       | 3       |
| Stefanie Sanders              | Werder Bremen          | 12 tháng 6 năm 1998  | 5       | 5       |
| Tính đến: 24 tháng 5 năm 2016 |                        |                      |         |         |